# Adiantum madagascariense
Adiantum madagascariense är en kantbräkenväxtart som beskrevs av Rosendahl. Adiantum madagascariense ingår i släktet Adiantum och familjen Pteridaceae. Utöver nominatformen finns också underarten A. m. prolongatum.